# Тогуз-Булак (Кара-Кульджинский район)
Тогуз-Булак (кирг. Тогуз-Булак) — село в Кара-Кульджинском районе Ошской области Кыргызстана. Входит в состав Сары-Булакского айылного аймака.

## География
Село расположено в северной части области, в высокогорной зоне, на берегах реки Кызыл-Суу (левый приток реки Тар), на расстоянии приблизительно 22 километров (по прямой) к югу от села Кара-Кульджа, административного центра района.

## Население
Согласно оценочным данным Национального статистического комитета Кыргызской Республики, численность населения села на начало 2023 года составляла 703 человека.
| год     | 2009 | 2014 | 2015 | 2020 | 2021 | 2023 |
| ------- | ---- | ---- | ---- | ---- | ---- | ---- |
| человек | 658  | 793  | 791  | 778  | 776  | 703  |